# Hydraena tyrrhena
Hydraena tyrrhena är en skalbaggsart som beskrevs av Binaghi 1961. Hydraena tyrrhena ingår i släktet Hydraena och familjen vattenbrynsbaggar. Inga underarter finns listade i Catalogue of Life.